# Hans-Joachim Kann
Hans-Joachim Kann (* 4. April 1943 in Neuwied; † 20. August 2015 in Trier) war ein deutscher Autor, Historiker und Stadtführer und bis zu seiner Pensionierung im Jahr 2007 Lehrer für Deutsch und Englisch am Max-Planck-Gymnasium in Trier.

## Leben
Kann studierte in Mainz und Lawrence/Kansas Deutsch und Englisch und schloss das Studium mit der Promotion über das Übersetzungsproblem ab. Zu seinen berühmtesten Werken zählen die beiden Romane „Der Stecher“ und „Der dritte Arm von rechts“, sowie weitere Romane, Sachbücher, Übersetzungen und Stadtführer.
Er ist Namensgeber der gleichnamigen Dr.-Hans-Joachim-Kann-Stiftung, deren Ziel die Förderung der Mittelalterarchäologie (Zeitraum ca. 485–1600 n. Chr.) in Trier und im Trierer Land im Landesmuseum Trier bzw. der Nachfolgeinstitution über den Rahmen des Landeshaushaltes hinaus ist. Die Bibliophile Gesellschaft Trier PRO LIBRIS wählte in ihrer Mitgliederversammlung 2013 Hans-Joachim Kann als Nachfolger von Prof. DDr. Franz Ronig, der aus Altersgründen nicht mehr kandidierte, zum Vorsitzenden.
Kann starb am 20. August 2015 im Alter von 72 Jahren. Er war mit einer US-Amerikanerin verheiratet.